# Bizzy
Park Jun-young (koreanisch: 박준영), eher bekannt als Bizzy (Hangul: 비지) (* 29. Februar 1980 in Neuseeland) ist ein südkoreanischer Rapper.
Er ist Mitglied des Hip-Hop-Trios MFBTY, der Yang Dong-geun (YDG), Yucka Squad und der Hip-Hop-Crew The Movement. Bekannter wurde er, als er neben dem Drunken Tiger-Mitglied Tiger JK auftrat und später auf dem 6. Album von Drunken Tiger auftrat.

## Biografie
Bizzy wurde am 29. Februar 1980 in Neuseeland geboren. Im Alter von 7 Jahren zog er nach Washington, DC, um bei seiner Tante zu leben. 1995 besuchte er eine Musikschule in Neuseeland und wandte sein Wissen an, als er DJ in lokalen Clubs wurde. Er wurde später an der School of Audio Engineering zugelassen.
2001 zog er nach Südkorea und spielte bei verschiedenen Labels vor. Die meisten boten ihm Rollen als Background-Sänger und Gastrapper für koreanische Popgruppen an. Er lehnte sie ab, weil es seinen Zielen, Rapper zu werden, zuwiderlief. Während dieser Zeit lernte er Yang Dong Gun (YDG) kennen und wurde Mitglied seiner Hip-Hop-Crew Yucka Squad. Später wurde er in die Hip-Hop-Crew The Movement aufgenommen. Sean2Slow, Mitglied der Bewegungscrew, beobachtete, wie Bizzy „immer beschäftigt sein würde“, was zu seinem aktuellen Künstlernamen führte.
Im Jahr 2002 nahm er sein Albumdebüt We Movin’ In als Teil von Rapper Smokie Js Compilation-Album The Konexion auf. Er wurde aktiver im Yucka Squad und fungierte sowohl als Rapper als auch als DJ für die Gruppe. Als DJ Shine von Drunken Tiger abreiste, bat Tiger JK von DT Bizzy, als DJ und Vorgruppe aufzutreten. Anfänglich war Bizzy für DJ Shines Texte bei Auftritten zuständig, wurde aber später Co-Produzent und Feature auf Drunken Tigers 6. Album. Er wurde 2006 bei Jungle Entertainment unter Vertrag genommen und veröffentlichte 2008 seine eigene EP Bizzionary.
Im Jahr 2012 nahm Bizzy seinen ersten Soundtrack-Song Nu Hero für das Drama Hero (zufällig mit Bizzys altem Freund YDG) auf. Bis 2013 galt Bizzy als Solo-Act, der neben Drunken Tiger und Yoon Mi-Rae auftrat. Die drei beschlossen jedoch später, die Gruppe MFBTY zu gründen. Im Januar 2013 veröffentlichten sie ihr digitales Mini-Album Sweet Dream.
MFBTY verließ das frühere Label Jungle Entertainment und gründete im Juli 2013 das neue Label Feel Ghood Music. MFBTY wurde im September in den Namen Drunken Tiger aufgenommen, gefolgt von der Veröffentlichung von Drunken Tigers 9. Album The Cure.